# Ho stil, wacht stop!
Ho stil, wacht stop! is het vijfde album uitgebracht door Drukwerk in 1984.
Het album stond in 1984 in Nederland 9 weken in de albumchart, met als hoogste resultaat nummer 23.
Er zijn drie singles uitgebracht van dit album: Carolien (Alarmschijf, 5 weken in de Top 40, hoogste positie nr. 18), Kapsones ( tipparade) en Michiel.

## Tracklist
| Track | Titel                      | Tijdsduur | Componist(en)                                                     |
| ----- | -------------------------- | --------- | ----------------------------------------------------------------- |
| 1.    | Carolien                   | 4:09      | Michiel Buchel, Toon Schutijser, Edwin Gitsels en Jackie Everwijn |
| 2.    | Spoken                     | 3:42      | Edwin Gitsels en Harry Slinger                                    |
| 3.    | Michiel                    | 4:44      | Edwin Gitsels                                                     |
| 4.    | Kapsones (Great pretender) | 3:53      | Buck Ram en Harry Slinger                                         |
| 5.    | Maskerade                  | 3:42      | Edwin Gitsels en Harry Slinger                                    |
| 6.    | Vannacht                   | 3:00      | Edwin Gitsels en Harry Slinger                                    |
| 7.    | Achmed (Get back)          | 3:16      | John Lennon en Paul McCartney tekstschrijver: Harry Slinger       |
| 8.    | Ho Stil, Wacht Stop!       | 3:05      | Beck en Hans Witteveen                                            |
| 9.    | Schrijf mijn vrouw         | 3:20      | Edwin Gitsels en Harry Slinger                                    |
| 10.   | Kanjer                     | 3:11      | Ton Coster en Ronald Ottenhoff                                    |
| 11.   | Keer op keer               | 3:54      | Edwin Gitsels en Harry Slinger                                    |
| 12.   | Gekkenhuis                 | 3:50      | Edwin Gitsels en Harry Slinger                                    |

### Hitnotering

#### NederlandseAlbum Top 100
| Hitnotering: 27-10-1984 t/m 22-12-1984 | Hitnotering: 27-10-1984 t/m 22-12-1984 | Hitnotering: 27-10-1984 t/m 22-12-1984 | Hitnotering: 27-10-1984 t/m 22-12-1984 | Hitnotering: 27-10-1984 t/m 22-12-1984 | Hitnotering: 27-10-1984 t/m 22-12-1984 | Hitnotering: 27-10-1984 t/m 22-12-1984 | Hitnotering: 27-10-1984 t/m 22-12-1984 | Hitnotering: 27-10-1984 t/m 22-12-1984 | Hitnotering: 27-10-1984 t/m 22-12-1984 | Hitnotering: 27-10-1984 t/m 22-12-1984 |
| Week:                                  | 1                                      | 2                                      | 3                                      | 4                                      | 5                                      | 6                                      | 7                                      | 8                                      | 9                                      |                                        |
| -------------------------------------- | -------------------------------------- | -------------------------------------- | -------------------------------------- | -------------------------------------- | -------------------------------------- | -------------------------------------- | -------------------------------------- | -------------------------------------- | -------------------------------------- | -------------------------------------- |
| Positie:                               | 33                                     | 26                                     | 23                                     | 25                                     | 31                                     | 43                                     | 39                                     | 40                                     | 46                                     | uit                                    |